# Edmond Delfour
Maurice Edmond Delfour (Ris-Orangis, 1 de novembre de 1907 - Corti, 19 de desembre de 1990) fou un futbolista francès de les dècades de 1930 i 1940.
Pel que fa a clubs, defensà els colors dels clubs Stade Français (1928-29), RC Paris (1929-37), RC Roubaix (1937-39), FC Rouen (1939-45) i Red Star Olympique (1945-46). Guanyà dos campionats de França el 1936 i el 1940 i una copa el 1936. Fou 41 cops internacional amb la selecció francesa de futbol, amb la qual disputà la Copa del Món de futbol de 1930, 1934 i 1938, essent un dels pocs jugadors que participà en les tres primeres edicions Mundials, juntament amb Étienne Mattler, Nicolae Kovács i Bernard Voorhoof.
Un cop retirat fou entrenador de clubs com el KAA La Gantoise, Union Saint-Gilloise, Cercle Brugge i FC Liège a Bèlgica o Stade Français, Le Havre AC, SC Bastia i US Corte a França, així com el Club Sportif de Hammam-Lif.